# Štipoklasy
Štipoklasy är en ort i Tjeckien.   Den ligger i regionen Mellersta Böhmen, i den centrala delen av landet, 60 km sydost om huvudstaden Prag. Štipoklasy ligger 471 meter över havet och antalet invånare är 132.
Terrängen runt Štipoklasy är lite kuperad. Runt Štipoklasy är det ganska tätbefolkat, med 179 invånare per kvadratkilometer. Närmaste större samhälle är Kutná Hora, 14,3 km norr om Štipoklasy. I omgivningarna runt Štipoklasy växer i huvudsak blandskog.